# Peter Meinert-Nielsen
Pour les articles homonymes, voir Meinert et Nielsen.
Peter Meinert-Nielsen, né le 24 mai 1966 à Grenaa, est un coureur cycliste danois, professionnel de 1991 à 2000.

## Biographie
Peter Meinert-Nielsen se distingue par ses performances contre-la-montre dans les catégories jeunes, puis chez les amateurs. Il remporte ainsi 4 titre nationaux de la spécialité. En 1988, il participe à la course en ligne des Jeux olympiques à Séoul. En 1989, il court le début et la fin de saison avec l'AC Boulogne-Billancourt et remporte le Tour de Seine-et-Marne.
Il est recruté en tant que stagiaire au sein de l'équipe TVM l'année suivante puis y devient professionnel en 1991, bénéficiant du soutien de son compatriote Jesper Skibby. Il reste 5 ans dans cette équipe. Il participe aux trois grands tours, et se classe notamment 19e et 25e du Tour d'Espagne en 1993 et 1994. Un contrôle positif à la cortisone en 1993 lui vaut une suspension de six mois.
En 1996 Bjarne Riis le fait recruter par son équipe Deutsche Telekom. Meinert-Nielsen n'y reste qu'un an et rejoint son compatriote Johnny Weltz au sein de l'équipe américaine US Postal. Il participe trois fois au Tour de France et assiste Lance Armstrong lors de sa première victoire en 1999 jusqu'à la 13e étape, lors de laquelle il abandonne en raison d'une douleur au genou. Il effectue une dernière saison professionnelle en 2000 chez Team Fakta.
Il demeure ensuite trois années dans cette équipe en tant que directeur sportif. Il ouvre un magasin de cuisines en 2004. Depuis 2007, il exerce occasionnellement les fonctions de directeur sportif pour l'équipe danoise Designa Kokken.

## Palmarès et résultats

### Palmarès amateur
- 1983
  -  Champion du Danemark du contre-la-montre juniors
- 1984
  - 2e du championnat du Danemark du contre-la-montre juniors
- 1986
  - 3e du championnat des Pays nordiques du contre-la-montre par équipes
- 1987
  -  Champion du Danemark du contre-la-montre amateurs
  - Une étape du Tour de Rhénanie-Palatinat
  - 2e du Grand Prix de France
  - 3e du Berliner Etappenfahrt
- 1988
  -  Champion du Danemark du contre-la-montre amateurs
  -  Champion du Danemark du contre-la-montre par équipes amateurs
  - Une étape du Tour de Rhénanie-Palatinat
- 1989
  -  Champion du Danemark du contre-la-montre amateurs
  -  Champion du Danemark du contre-la-montre par équipes amateurs
  - Stjerneløbet
  - 5e étape du Tour de Suède (contre-la-montre)
  - Tour de Seine-et-Marne
  - 2e du championnat des Pays nordiques sur route
  - 3e du Grand Prix Ost Fenster
  - 3e du Grand Prix de France
- 1990
  - 2e du Grand Prix Guillaume Tell
  - 6e du championnat du monde sur route amateurs

### Palmarès professionnel
| - 1992 - 2e de la Hofbrau Cup - 1993 - 2e du Tour des Asturies - 1994 - 2e de Paris-Bourges - 3e du Tour du Piémont - 6e de la Classique des Alpes - 1995 - 3e du championnat du Danemark sur route - 4e de la Classique des Alpes | - 1997 - 2e du Tour des Pays-Bas - 2e du Tour du Danemark - 3e du championnat du Danemark du contre-la-montre - 6e du Tour de Romandie - 1998 - 2e du championnat du Danemark du contre-la-montre - 3e du Tour du Danemark |  |

### Résultats sur les grands tours

#### Tour de France
5 participations
- 1992 : hors-délai (13e étape)
- 1994 : abandon (12e étape)
- 1997 : 49e
- 1998 : 45e
- 1999 : abandon (13e étape)

#### Tour d'Italie
2 participations
- 1991 : 84e
- 1995 : abandon

#### Tour d'Espagne
6 participations
- 1993 : 19e
- 1994 : 25e
- 1995 : 31e
- 1996 : 20e
- 1997 : abandon
- 1998 : 82e

## Récompenses
- Cycliste danois de l'année en 1989